# Кримська площа
Кримська площа (рос. Крымская площадь) — площа на Садовому кільці Москви між Зубовським бульваром, Остоженкою, Комсомольським проспектом і Кримським проїздом. Розташована в Хамовниках. На площі знаходяться виходи станції метро «Парк Культури» (загальний наземний вестибюль Сокольницької і Кільцевої ліній, а також другий наземний вестибюль Сокольницької).

## Походження назви
Площа виникла в зв'язку з переплануванням району після знесення в 1820 році Кримського валу Земляного міста і будівлі Миколаївського мосту (нині Кримський міст), що з'єднував вулицю Кримський Вал з лівобережжям Москви-ріки. Спочатку площа називалася Кримський Ринок і площа на Кримському Валу. У 1918 році носила назву Пролетарська площа. На початку 1930-х років — площа Покровського.